# Craig Gruber
Craig M. Gruber (15 de junio de 1951 – 5 de mayo de 2015) fue un bajista estadounidense, reconocido por haber sido el bajista original de la agrupación británica Rainbow, liderada por el guitarrista Ritchie Blackmore. También tocó en la banda Elf, conformada por el cantante Ronnie James Dio, el tecladista Mickey Lee Soule, el baterista Gary Driscoll y el guitarrista David Feinstein. Tocó en los álbumes  We Want Moore! y Blinder del guitarrista Gary Moore y trabajó con otras agrupaciones como The Rods, Raven Lord y Bible Black. Falleció a raíz de un cáncer de próstata en Florida el 5 de mayo de 2015, a los 63 años.

## Discografía

### Elf
- Carolina County Ball (1974)
- Trying to Burn the Sun (1975)
- The Gargantuan (1978)
- The Elf Albums (1991)

### Rainbow
- Ritchie Blackmore's Rainbow (1975)

### Ozz
- No Prisoners (1980)

### Bible Black
- Bible Black (1981)
- Ground Zero (1983)

### Gary Moore
- We Want Moore! (1984)
- Blinder (1984)

### The Rods
- Heavier Than Thou (1986)